# Bruce Greatbatch
Sir Bruce Greatbatch (10 juin 1917 – 10 juillet 1989) a été gouverneur colonial britannique des Seychelles de 1969 à 1973.

## Biographie
Bruce Greatbatch est né le 10 juin 1917 à Warwick, en Angleterre. Il a fait ses études au Malvern College et au Brasenose College d’Oxford. 
Il exerce au sein des services coloniaux britanniques en 1940 dans le Nigeria du Nord, et rejoint la Royal West African Frontier Force (en) pendant la Seconde Guerre mondiale. Il reprend ensuite, à partir de 1945, une activité au sein de l'administration coloniale britannique, toujours au Nigeria du Nord. Il est notamment second du gouverneur et du conseil exécutif en 1957, résident principal à Kano (deuxième ville du Nigeria) en 1958, second du premier ministre du Nigeria du Nord et chef de la fonction publique régionale en 1959. Puis il change de pays d'affectation et devient haut-commissaire adjoint au Kenya en 1964.
De 1969 à 1973, il est gouverneur (et commandant en chef) des Seychelles, mais aussi commandant du territoire britannique de l'océan Indien (British Indian Ocean Territory BIOT). Au moment des négociations entre les Mauriciens et le gouvernement colonial britannique sur l'indépendance de l'Île Maurice (reconnue en 1968), les Britanniques ont obtenu en effet de maintenir leur autorité sur un groupe d'îles de l'océan Indien, qui devient ce British Indian Ocean Territory (BIOT) et comprenant l'archipel des Chagos. 
Il a été affirmé que Bruce  Greatbatch a supervisé le retrait forcé des habitants de l’archipel des Chagos entre 1968 et 1973. Il aurait aussi ordonné le gazage de 1000 chiens de compagnie des insulaires,, bien que cette même accusation a également été portée à son subordonné John Rawling Todd. L’évacuation a été effectuée afin de construire une installation militaire conjointe entre les États-Unis et le Royaume-Uni sur Diego Garcia, un projet ancien,. Maurice conteste depuis cette cession de l'archipel au Royaume-Uni, concédée sous la contrainte d'après les dirigeants de ce pays, ainsi que cette évacuation des Chagossiens, des habitants qui ont été décrits à l'époque dans un des messages de l'administration coloniale britannique à son gouvernement comme « quelques Tarzans et Vendredis ».
Bruce Greatbatch a pris ensuite d'autres fonctions : il a été chef de la division britannique du développement pour les Caraïbes de 1974 à1978. Puis il est devenu consultant à partir de 1979. Il est mort en 1989.